# Апабласа, Гальварино
Гальварино Серхио Апабласа (исп. Galvarino Sergio Apablaza Guerra, «команданте Сальвадор»; род. 9 ноября 1950, Сантьяго) — чилийский революционер, член Коммунистической партии Чили и один из руководителей Патриотического фронта имени Мануэля Родригеса в 1988—2001 годы. В 2004 году арестован в Аргентине, которая готовилась экстрадировать его для суда в Чили, но в итоге в 2010 году предоставила политическое убежище.